# Dick Bruna

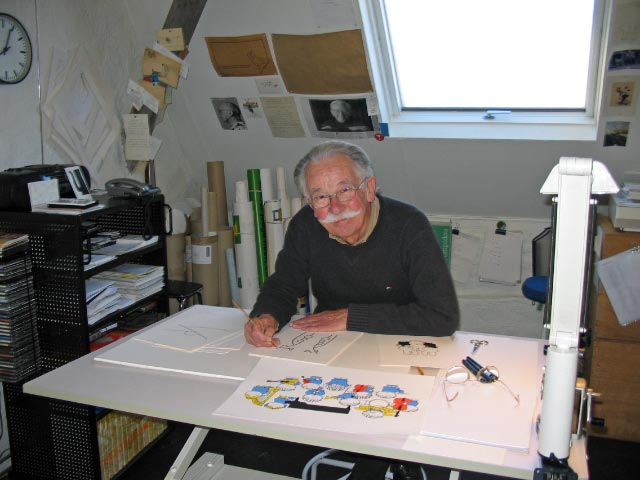
Dick Bruna (2007)

Dick Bruna (* 23. August 1927 in Utrecht als Hendrik Magdalenus Bruna; † 16. Februar 2017 ebenda) war ein niederländischer Autor, Zeichner und Grafikdesigner.
Seine Schöpfungen haben sich bei vielen Kindern eingeprägt, weil sie weltweit auf verschiedensten Gegenständen vermarktet werden. Seine bekannteste Figur ist Nijntje (in der deutschen und englischen Übersetzung Miffy). Es handelt sich dabei um ein kleines Kaninchen, das mit wenigen Linien und Farben gezeichnet wurde. Dick Bruna schrieb und zeichnete ihre Geschichten.
Außerdem illustrierte er Buchumschläge für den Verlag der Familie A. W. Bruna & Zoon, beispielsweise von Kommissar Maigret. Sie werden meist dominiert durch die einfarbige Silhouette der Pfeife des Kommissars. Er entwarf auch zahllose Plakate für den Verlag und für andere Unternehmen, zum Beispiel 1974 für Pampers.

## Biographie
Dick Bruna war der Sohn eines erfolgreichen Verlegers. Sein Vater sah in ihm den Nachfolger im Geschäft. Da er jedoch kein Talent für die finanzielle Seite der Geschäftsführung hatte, wurde sein Bruder der Nachfolger.
Stattdessen illustrierte Dick Bruna tausende Bücher des Verlags, unter anderem von Simon Templar (The Saint), James Bond und Shakespeare.

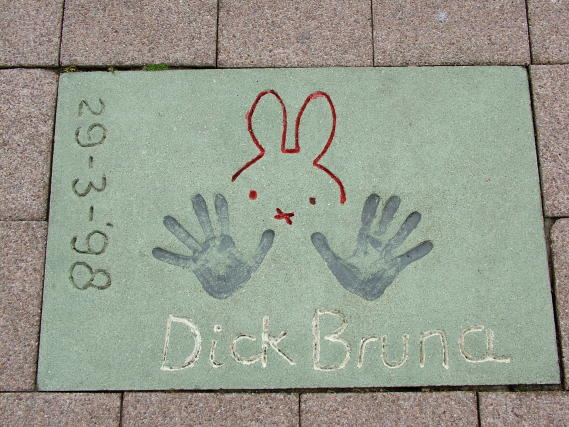
Walk of Fame in Rotterdam

## Einflüsse
Schon mit jungen Jahren begann Dick Bruna zu zeichnen. Er illustrierte die Umschläge von Schulzeitungen im Stil von Walt Disney. Den größten Einfluss auf sein Werk hatte vielleicht Henri Matisse. Im Stil dieses französischen Malers machte er die Collagen für sein erstes Kinderbuch.

## Porträtbüste
- Bronzekopf Dick Bruna von der Bildhauerin Constance Wibaut (1920–2014)